# Zacharias Longuelune
Zacharias Longuelune (* 1669 in Paris; † 30. November 1748 in Dresden) war ein französischer Architekt und Architekturzeichner. Sein Werk ist dem klassizistischen Barock zuzuordnen.

## Leben
Zacharias Longuelune erhielt zunächst eine Ausbildung als Maler und studierte anschließend die Baukunst bei Antoine Le Pautre in Paris. 1696 trat er in preußische Dienste ein und arbeitete als Baukondukteur bei Jean de Bodt in Berlin und Potsdam. 1710 trat Longuelune auf Anordnung Friedrichs I. eine Studienreise nach Italien an, wurde aber durch dessen Nachfolger Friedrich Wilhelm I. 1713 entlassen.
Er wechselte noch im selben Jahr an den sächsischen Hof nach Dresden. Kurfürst Friedrich August I., ab 1697 auch König von Polen (August der Starke), ernannte ihn zum Hofbaumeister und 1731, neben Matthäus Daniel Pöppelmann, zum Oberlandbaumeister. 1732 kam als dritter Oberlandbaumeister Johann Christoph Knöffel hinzu. Die drei gelten als die Gestalter des Dresdner Barock.
Während Pöppelmann der Vertreter des – von Italien her geprägten und über Wien und Prag vermittelten – beschwingten Hochbarock war, wie er ihn unter anderem beim Zwinger verwirklichte, führte Longuelune ab 1713 den französischen klassizistischen Barock in Dresden ein. Der schon der nächsten Generation angehörende Knöffel entwickelte diese zurückhaltendere, am französischen Klassizismus orientierte Auffassung Longuelunes fort und begründete das sächsische Rokoko.
Im Oberbauamt wurden stets mehrere Architekten getrennt mit Entwürfen beauftragt und anschließend wurde in der Regel nicht einer ausgewählt, sondern unterschiedliche Formenelemente der einzelnen Entwürfe miteinander kompiliert, woran sich der König selbst und der Generalbauintendant Graf Wackerbarth oft beteiligten. Dieses „kollegialische“ Verfahren führte zur Synthese vieler Stileinflüsse.
Im Auftrag des Königs arbeiteten Pöppelmann und Longuelune ab 1728 im Königlichen Bauamt in der Warschauer Residenz und vermutlich gemeinsam an den Entwürfen für das Sächsische Palais, das als Teil zur sogenannten Sächsischen Achse in Warschau gehörte. Zudem wird ihm in Warschau der Entwurf eines nicht mehr erhaltenen Salons im ebenfalls zur Achse gehörenden Sächsischen Garten zugeschrieben.

## Werk

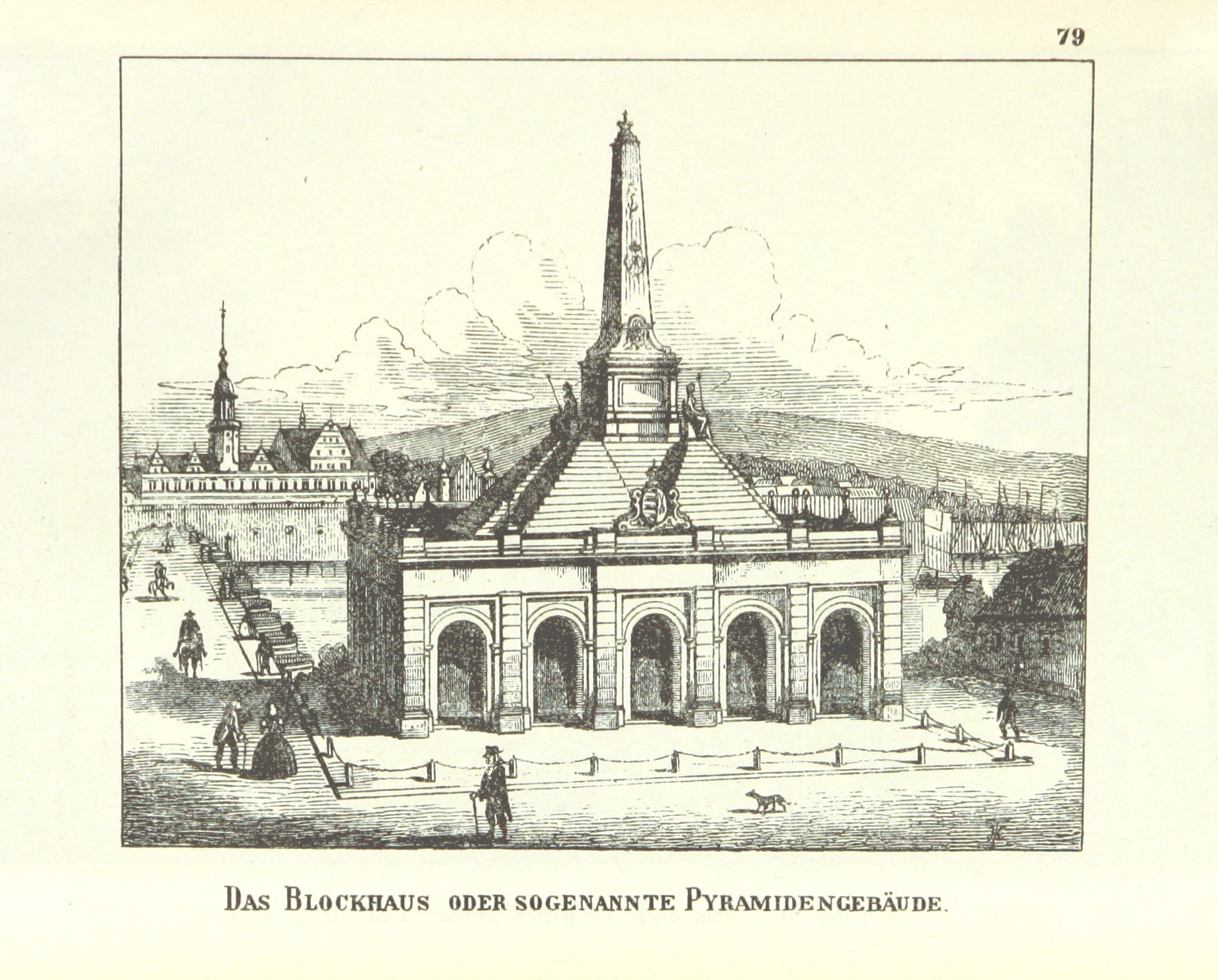
Das von Longuelune geplante Blockhaus oder sogenannte Pyramidengebäude wurde ab 1732 als Unterbau ohne die Pyramide errichtet

Zacharias Longuelune ist weniger als eigenständiger Architekt bekannt, sondern vielmehr durch seine Architekturzeichnungen, die unter anderem im Sächsischen Hauptstaatsarchiv Dresden und der SLUB Dresden aufbewahrt werden. Zudem blieb er als Mitarbeiter bekannter Architekten in Erinnerung, wie unter anderem Pöppelmann und de Bodt, an deren Gebäuden er für die Bauplanung und -leitung verantwortlich war.
Obwohl nur wenige seiner eigenen Entwürfe realisiert wurden, darunter das Blockhaus, nahm er Einfluss auf das Dresdner Stadtbild, indem er im Geist des französischen klassizistischen Barock die Fassadengliederung mit Lisenen und Pilastern einführte. Durch seine spätere Lehrtätigkeit gab er diesen Baustil an die nachfolgende Dresdner Architektengeneration weiter. Einer seiner Schüler war Friedrich August Krubsacius. Longuelunes zahlreiche Entwürfe und Idealprojekte für die königlichen Bauvorhaben wurden aufgrund der im Oberbauamt vorherrschenden Gemeinschaftsarbeit wirksam.

## Werke (Auswahl)

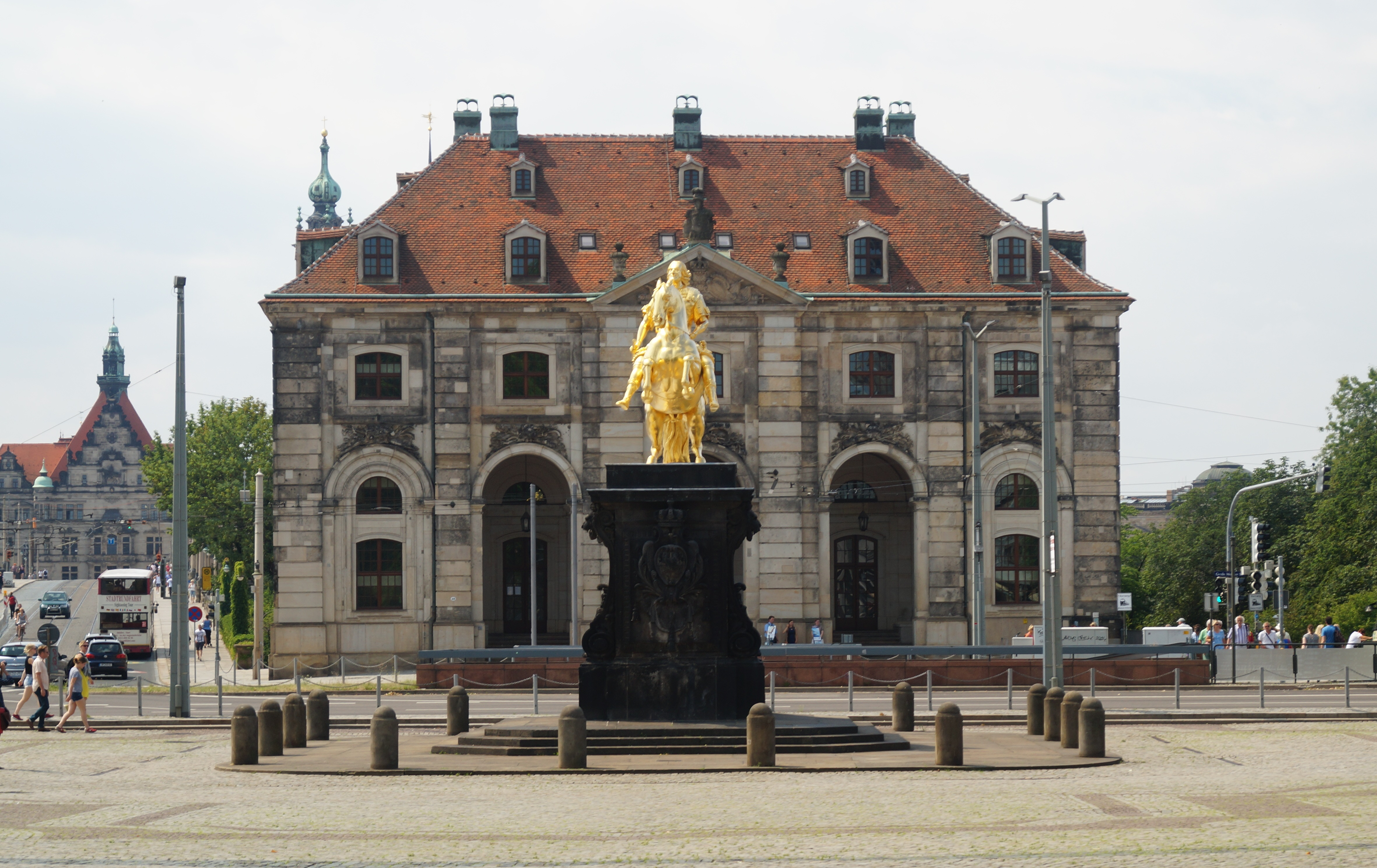
Das Dresdner Blockhaus („Neustädter Wache“) in der 1749–1755 vollendeten Form, davor der Goldene Reiter; einziger ausgeführter Großbau Longuelunes

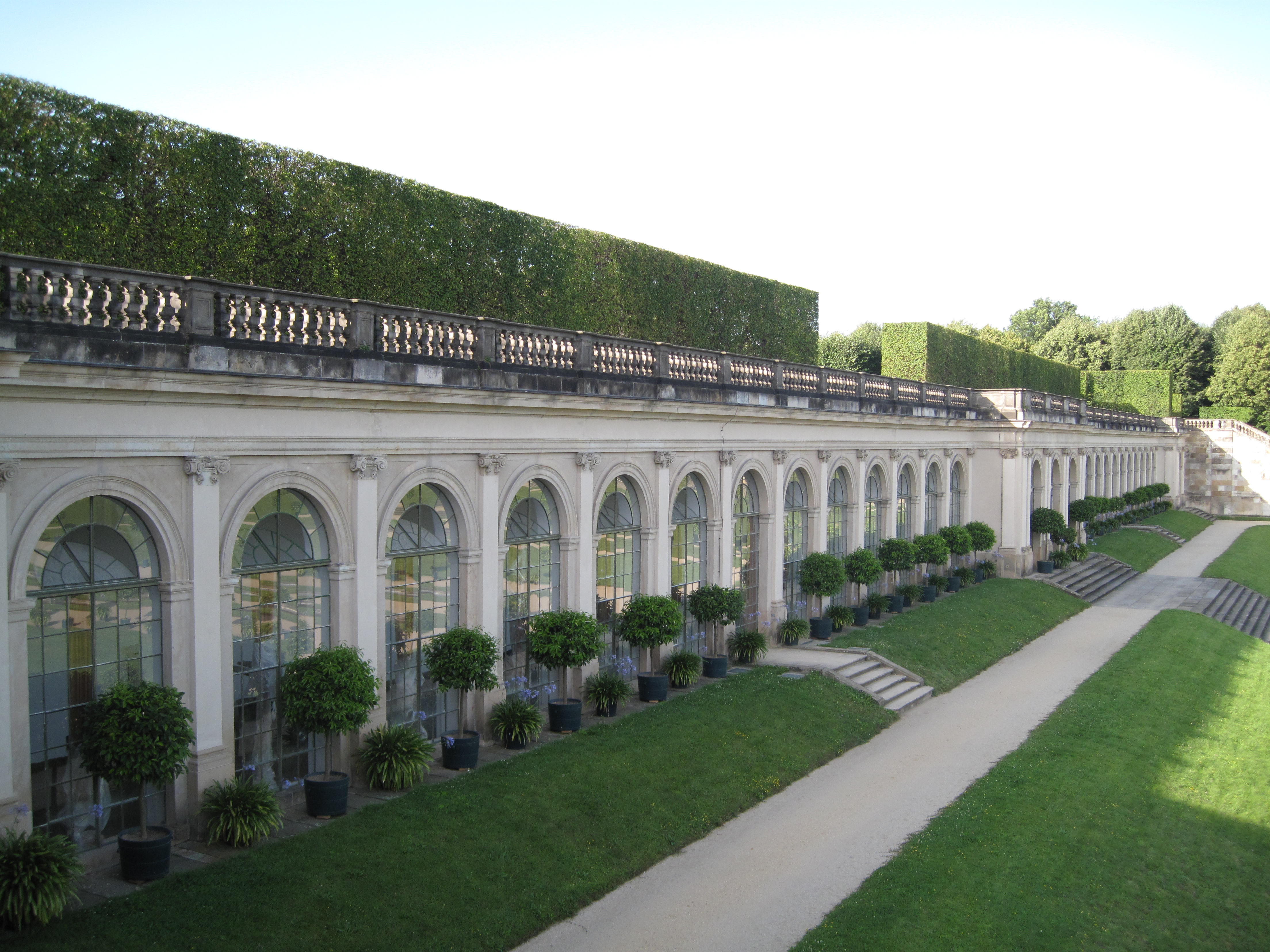
Die Untere Orangerie im Barockgarten Großsedlitz, nach einem Entwurf von Zacharias Longuelune (1727)

- 1699: Beteiligung am Bau des Berliner Zeughauses
- 1713: (vermutlich) Beteiligung am Bau des Sächsischen Palais, Warschau
- ab 1719: Mitarbeit an der Ausstattung des Grünen Gewölbes und des Porzellanzimmers im Dresdner Residenzschloss
- 1719: Venustempel, Großer Garten, Dresden
- 1719: Pläne für die Festlichkeiten zur Hochzeit des Kurprinzen Friedrich August (II.) mit Maria Josepha von Österreich im August 1719
- 1719–1732: Beteiligung an Schloss und Park Großsedlitz
- ab 1726: Entwürfe und Bauleitung Schloss Moritzburg (Stein-, Billard-, Speise- und Monströsensaal)
- ab 1720: Beteiligung an der Schlossanlage Pillnitz, 1720/1721 am Bau des Wasserpalais, 1724/1725 große Freitreppe am Wasserpalais an der Elbseite als Anlegestelle der aus Dresden eintreffenden Gondeln
- um 1722: Pläne für die Neugestaltung des Schönen Tors (Goldenes Tor), Dresden (nicht ausgeführt)
- 1725: Entwürfe für das Dresdner Zeughaus (am Standort des heutigen Albertinums)
- 1727: fertiggestellte Untere Orangerie im Barockgarten Großsedlitz, die einen Vorgängerbau von Knöffel ersetzte
- nach 1727: Pläne für das Elbtor in Dresden
- ab 1727: Entwürfe für Schloss Übigau, heute in einem Stadtteil von Dresden gelegen
- 1729–1741: Entwürfe für Raumdekorationen und Mitarbeit am Japanischen Palais, Dresden
- 1730: Sockel für ein Brückenkruzifix auf der Augustusbrücke, Dresden (Ausführung: Johann Christian Kirchner; nach Longuelunes Entwürfen nicht vollendet)
- 1730: Entwürfe für die Katholische Hofkirche (Kathedrale St. Trinitatis), Dresden
- ab 1732: Blockhaus – „Neustädter Wache“. 1749–1755 nach Johann Christoph Knöffel oder Johann Georg Maximilian von Fürstenhoff mit einem Mezzaningeschoss und einem neuen Dach aufgestockt.
- 1734: Erster Entwurf für das Palais Brühl-Marcolini, Dresden
- 1736: Sockel des Denkmals Goldener Reiter für August den Starken, Dresden
- 1737: Zwei Wasserhäuser an der Hauptstraße zu Dresden (1895 abgebrochen)
- um 1740: Entwurf der Weichselfront des Schlossprojektes in Warschau
- 1741: Entwurf (vermutlich von Longuelune) für den Neptunbrunnen am Palais Brühl-Marcolini, Dresden. Ausgeführt von Lorenzo Mattielli